# Jingtou, Jiangsu
Jingtou (kinesiska: 井头, 井头乡) är en socken i Kina. Den ligger i provinsen Jiangsu, i den östra delen av landet, omkring 220 kilometer norr om provinshuvudstaden Nanjing. Antalet invånare är 17572. Befolkningen består av 8 542 kvinnor och 9 030 män. Barn under 15 år utgör 18,0 %, vuxna 15-64 år 70 %, och äldre över 65 år 10,0 %.
Genomsnittlig årsnederbörd är 1 133 millimeter. Den regnigaste månaden är juli, med i genomsnitt 256 mm nederbörd, och den torraste är januari, med 18 mm nederbörd.